# Риккарди, Марино
Марино Риккарди (итал. Marino Riccardi; род. 9 июля 1958, Сан-Марино) — левый политический деятель Сан-Марино, трижды капитан-регент Сан-Марино с 1 октября 1991 года по 1 апреля 1992 года, с 1 апреля по 1 октября 2004 года и с 1 октября 2016 года по 1 апреля 2017 года.

## Биография
Марино Риччарди родился в июле 1958 года в Республике Сан-Марино. Является по профессии бухгалтером.
С 1972 года являлся членом Сан-маринской коммунистической партии, однако она в 1990 году была реорганизована в демократическую прогрессивную партию. Именно от этой партии Марино Риккарди в 1991 году первый раз был избран в капитан-регетом Сан-Марино. Однако в 2001 году эта партия прекратила своё существование, объединившись с двумя другими политсилами в Партию демократов, но часть её членов перешла в Сан-маринскую социалистическую партию. Именно от этой партии Риккарди во второй раз стал Капитан-регентом Сан-Марино в 2004 году.
Был одним из организаторов в 2005 году новой партии социалистов и демократов. В сентябре 2015 года он в третий раз занял пост капитан-регента совместно с Фабио Берарди на срок с 1 октября 2016 года до 1 апреля 2017 года.

## Семья
В сентябре 2024 года его сын Далибор, бывший известный футболист страны был избран новым капитан-регентом страны.